# Stagno di Avalè - Su Pedrosu
Lo stagno di Avalè – Su Petrosu  è una zona umida situata nel comune di Orosei, in prossimità della costa orientale della Sardegna.

Con la direttiva comunitaria n. 92/43/CEE "Habitat" viene riconosciuto come sito di interesse comunitario (SIC ITB020013) e inserito nella rete Natura 2000 con l'intento di tutelarne la biodiversità, attraverso la conservazione dell'habitat, della flora e della fauna selvatica presenti. Condivide la stessa area SIC con la palude di Osalla e la foce del Cedrino.

Lo stagno appartiene al demanio della Regione Sardegna che concede lo sfruttamento professionale delle sue risorse ittiche; viene esercitata l'attività di pesca a diverse specie tra cui mugilidi, orate, mormore, spigole, sogliole e anguille.
Inizialmente l'Area era conosciuta come "Palude di Turcuris" e faceva parte di un sistema fluvio-paludoso che si connetteva con tutto il tessuto idrico della piana di Orosei. Dove oggi c'è una grande e fitta pineta artificiale, un tempo ci era una immensa duna sabbiosa, mista a pozze paludose. Nel 1950 iniziarono anche a Orosei i lavori - finanziati dalla Regione e dalla Cassa del Mezzogiorno - per adempiere alla Legge sulla bonifica integrale del 1933, con interventi di piantumazione delle coste per la riduzione del surrenamento e la protezione dei terreni agricoli più vicini al mare. Come nel resto della costa oroseina, le pinete del territorio comunale (dai piedi del Tuttavista all'area venne piantumata con Pinus pinea creando così un nuovo ecosistema. Per questa ragione le pinete, prima inesistenti, necessitano di continua manutenzione.
Negli anni 70 iniziano i lavori per i canali di sfogo che congiungeranno il fiume al sistema fluvio-lagunare dello Stagno di Avalè - Su Pedrosu, fino a quel momento diviso in differenti stagni e canali, tra cui la palude retrodunale di Turcuris, che viene completamente bonificata. Contemporaneamente la Regione Sardegna autorizza con legge urgente, nel 1973 l'acquisto dei terreni ricadenti nell'area di intervento dello stagno, terreni prevalentemente di eredi famiglia Guiso e Lostia.  Proprio i Lostia, grazie ad un matrimonio con una Guiso, risultano oggi ancora proprietari della grande oasi pinetata di "Su Barone", parzialmente divisa tra altri privati, demanio regionale e comune di Orosei. 
Negli anni '80 del XIX Secolo vengono create le bocche a mare e i moli per l'affluenza di acqua salmastra, una maggiore salute del sistema palustre e la creazione di una peschiera.